# Фортеця в Ретимно

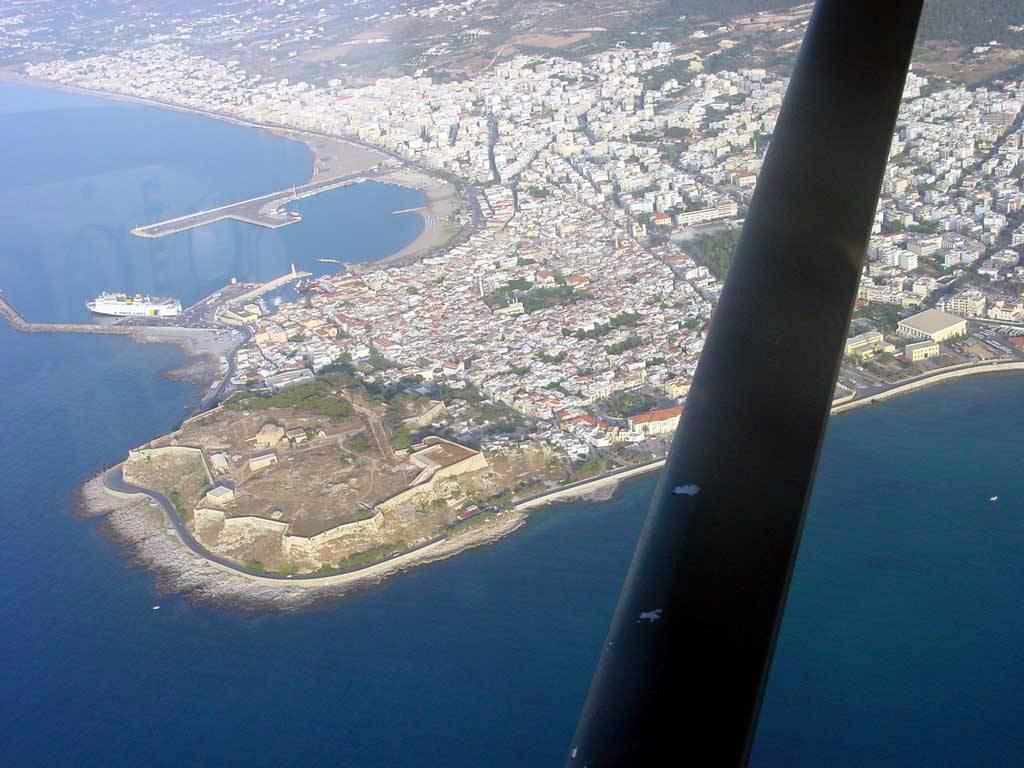
Фортеця з повітря

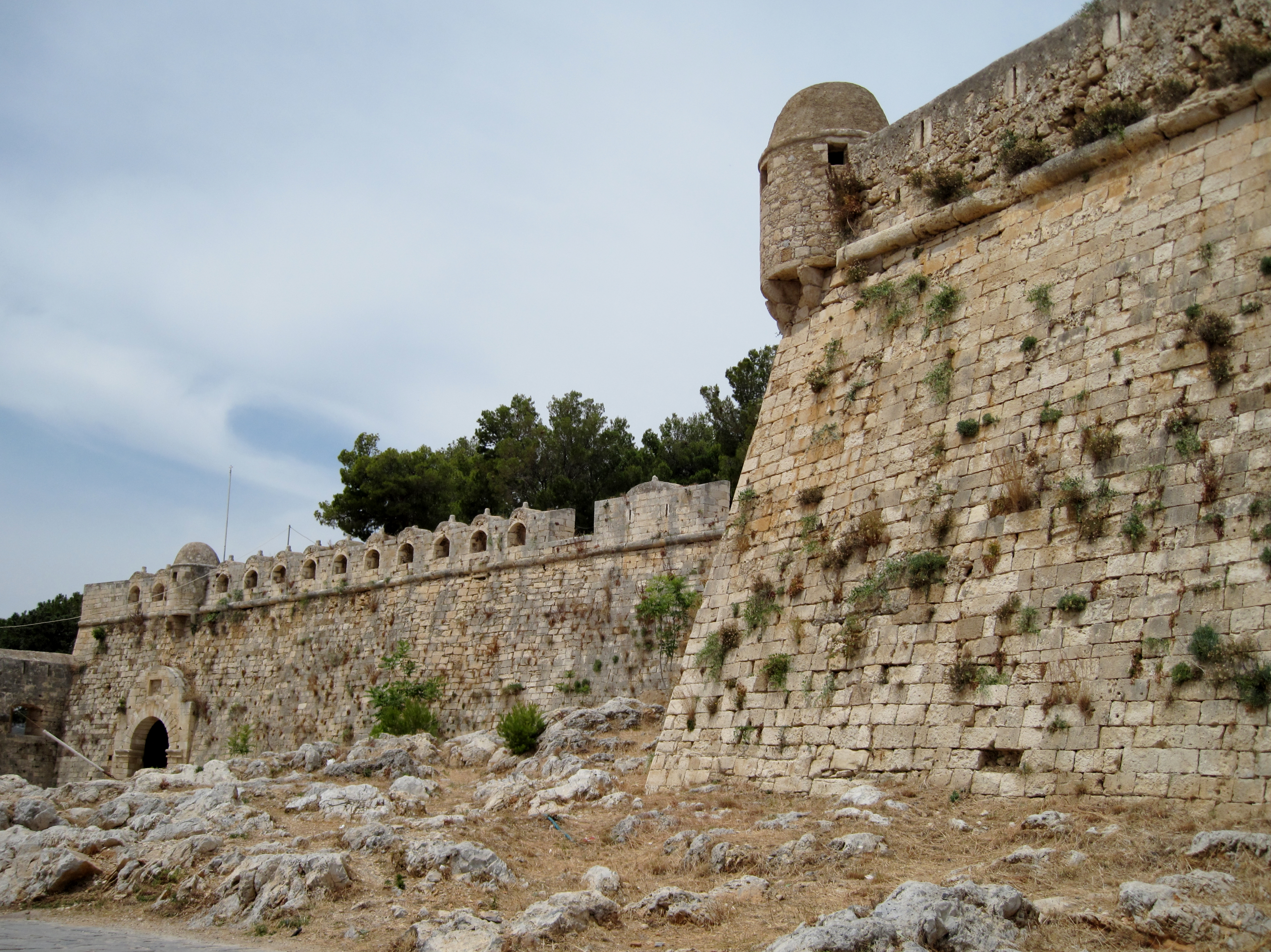

Фортеця в Ретимно (грец. Φορτέτζα Ρεθύμνου, італ. Fortezza di Retimo) — фортеця в критському місті Ретимно. Перші споруди закладені в 1540 році венеційцями, будівництво завершено в 1569 році. У 1571 році фортеця була зруйнована в ході захоплення міста мусульманськими корсарами на чолі з Улуджем Алі. У 1573–1590 роках відбудована заново.
Фортеця розташована в північно-західній частині міста Ретимно на пагорбі Паліокастро, що в перекладі означає «стара фортеця». Дослідження археологами скелястого пагорба Палеокастро виявили наявність різних історичних епох у цій місцевості.

## Пагорб Палеокастро
Пагорб Палеокастро («Стара фортеця») був місцем, де стояли храм Аполлона і святилище  Артеміди, хоча не було знайдено ніяких доказів. В ті часи Ретимно був незалежним містом і карбував власні монети, але не належав до числа наймогутніших.
Під час другого візантійського періоду (X–XIII століття) на пагорбі Палеокастро розташовувалося невелике, обнесене стіною, село Каструм Ретімі, або Кастель Веккіо, або Антіко Кастель, як згодом його стали називати венеційці. На місці цього села незабаром з'явилася фортеця Фортецца.

## Історія фортеці
Венеційці, як мешканці морської держави, мали намір використовувати Ретимно як укриття і проміжну базу між Іракліоном і Ханьєю, побудувавши бухту, нехай навіть і невелику. Це призвело до того, що Ретимно став перетворюватися на місто, чиє розширення вимагало будівництво нових оборонних споруд. Події, які відбувалися на Криті, починаючи з середини XVI ст. — турецька загроза, винахід артилерії і широке застосування рушничного пороху — привели Венецію до розуміння необхідності організації військового захисту Криту, в тому числі, будівництва фортеці в Ретимно. Було вирішено побудувати стіни навколо міста згідно з проектом архітектора Мікеле Санмікелі з Верони. Формально перший камінь був закладено 8 квітня 1540 р., а самі стіни завершили тільки в 1569 році.
У 1571 році фортеця зазнала атаки Алі Улуджем, мусульманином італійського походження. Венеційці покинули місто, залишивши там тільки 100 чоловік охорони, які були не в змозі довго протриматися. Війська Улуджа Алі легко подолали захисні стіни і зрівняли місто з землею. Це руйнування показало, що потрібні більш ефективні споруди. Тому місцева влада вирішила побудувати більш потужну фортецю. Пагорб Палеокастро був обраний як найкраще придатне місце. На цьому пагорбі венеційці спорудили одну з найбільших  фортець на Криті.
Фортецца була побудована згідно з бастіонною оборонною системою — з бастіонами, з'єднаними прямолінійними ділянками потужної навісної стіни, вельми високою для більш успішного відбиття як ворожих метальних снарядів (з мінімізацією шкоди для самої фортеці), так і штурму за допомогою сходів . Були використані креслення військового інженера Сфорці Паллавічині, в які були внесені необхідні зміни і поліпшення для повного завершення спорудження фортеці.
Будівництво почалася 13 вересня 1573 року, вже в 1580 році були побудовані стіни і будівлі всередині фортеці, а повністю роботи завершили у 1590 році. Під час будівництва було залучено 107142 критяни, а також було використано 40205 в'ючних тварин.
Фортечні стіни загальною довжиною близько 1300 м та товщиною до 1,74 м і чотирма бастіонами по кутах (три на південній стороні і один на східній), що підносяться над містом, були особливо неприступні з моря. Верхні галереї фортеці мали численні  амбразури для стрільби. Троє воріт, на східній (головні), західній і північній стороні (доступ тільки з моря) забезпечували вхід і вихід. Над головним входом нависала дозорна башточка, яка дає переваги при ближньому бою. Подібні башточки були встановлені і на кутових бастіонах. На бастіонах розміщувалися каплиці, присвячені різним святим (Миколі, Федору, Луці). Бастіони фортеці отримували такі ж назви.
Фортецца ніколи не була реально надійною захисною спорудою — в ній не було зовнішнього рову, були відсутні контрфорси і стіна тому була не дуже високою з боку суші і там її можна було взяти штурмом за допомогою драбин. До того ж гавань Ретимно була дуже невеликою, і венеційські  галери в ній не містилися. В результаті фортеця несла скоріше адміністративне навантаження (в ній мешкав губернатор, його адміністрація та гарнізон), в разі облоги вона могла лише послужити притулком для жителів міста, які залишили свої будинки.

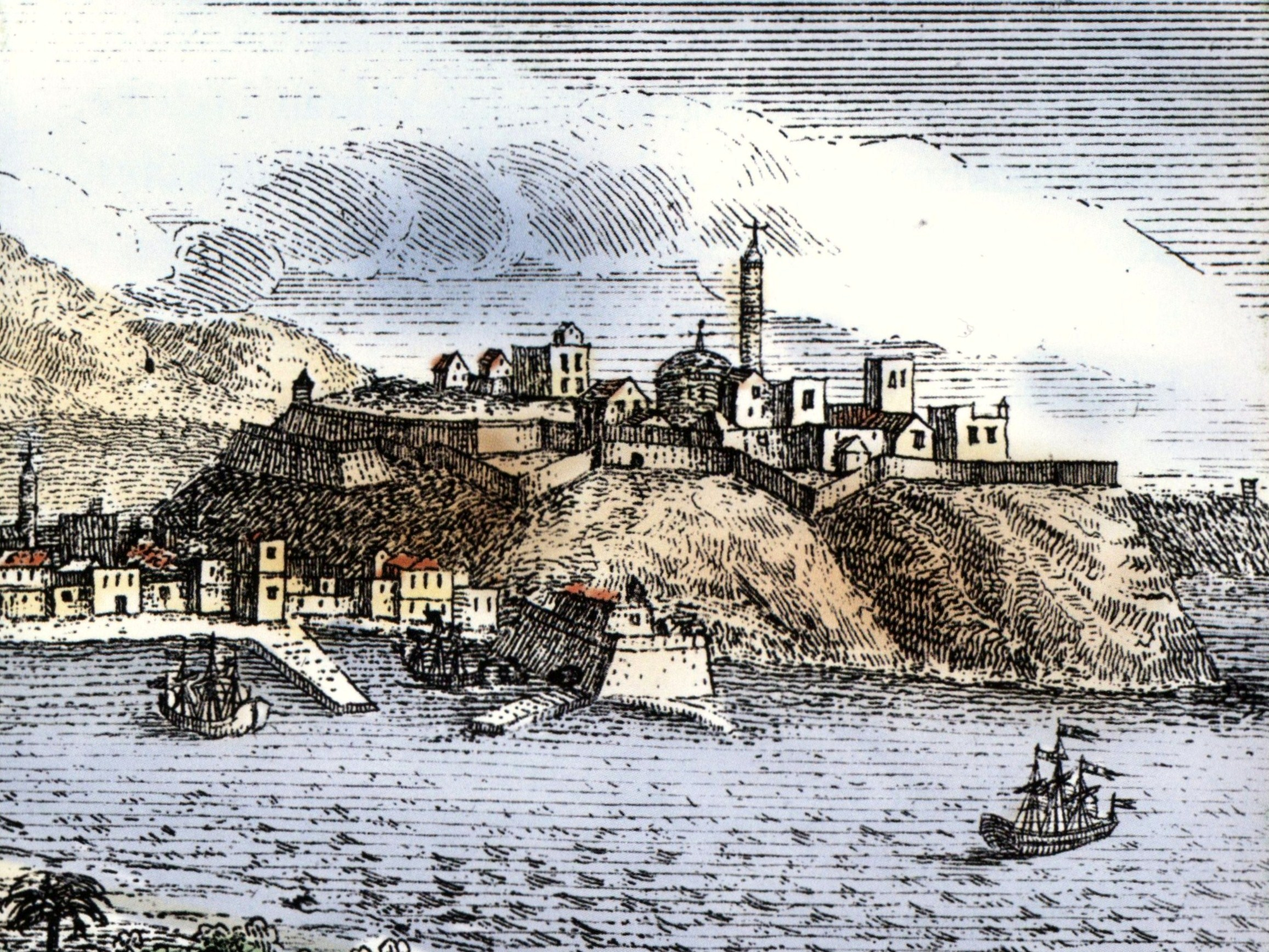
Фортеця в 1700 році

B 1646 р., під час п'ятої венеційсько-турецької війни війська Хусейна Паші, які вже влаштувалися в  Ханьї, не стали атакувати грізні стіни фортеці з моря, а підійшли 2 липня з боку суші, обложили місто і 11 вересня увірвалися в нього. Населення і венеційські солдати сховалися в Фортецца, але в умовах нестачі їжі, боєприпасів і епідемії, що почалася, 13 листопада фортецю було здано туркам при порівняно вигідних умовах: усім охочим було дозволено евакуюватися в Хандакас (Іракліон), а ті, що залишилися, ставали підданими султана. Собор святого Миколи турки перебудували на мечеть Ібрагім-хана (була увінчана напівсферичним куполом, а на стороні, зверненої до  Мекки, з'явився міхраб). Також були споруджені додаткові будівлі на півдні та сході фортеці для турецького гарнізону та адміністрації. За час турецької окупації внутрішня територія фортеці була майже повністю забудована житловими будинками, і тільки після  другої світової війни жителі стали переселятися в інші частини Ретимно. Зрештою, всередині Фортецца знесли всі напівзруйновані будівлі, що нагадували про часи турецької окупації.
За час свого існування Фортецца постійно змінювалася, як зовні, так і всередині. Знадобилося понад двадцять років, щоб відреставрувати фортецю. В даний час Фортецца (наскільки можливо) являє туристам той вигляд фортеці, який вона мала при венеційцях.

## Фортеця в даний час
Зараз будівля мечеті, після реставраційних робіт, використовується для проведення концертів. Поруч з колишнім собором-мечеттю стоїть маленька церква Св. Катерини з низьким склепінням — це колишній резервуар для води, переобладнаний на церкву. Інша церква аналогічної структури поблизу східних стін  фортеці присвячена преподобному Феодору Трихіну.